# Marina vetula
Marina vetula là một loài thực vật có hoa trong họ Đậu. Loài này được (Brandegee) Barneby miêu tả khoa học đầu tiên.